# Portrait de la marquise de Pontejos
Le Portrait de la marquise de Pontejos est une huile sur toile peinte vers 1786 par Francisco de Goya. Le tableau représente une jeune noble espagnole vêtue en bergère, de dimensions naturelles, et accompagnée d’un petit chien.

## Contexte
Goya était devenu en 1786 peintre de la cour Charles III d’Espagne puis pour Charles IV. Le portrait fut commandé sans qu’il y eut de contact entre le modèle et le peintre. Le peintre utilise des coloris proches de ceux qu’il exploita pour ses tapisseries de l’époque, dans le goût espagnol, notamment le Pantin. Il réalisa une série de tableaux dans le même style, telle La Famille du duc d'Osuna (1789, musée du Prado, Madrid).
Doña María Ana de Pontejos y Sandoval, marquise de Pontejos, née en 1762 et morte le 18 juillet 1834 était mécène de Francisco de Goya. En 1786, à l'âge de vingt-quatre ans, elle avait épousé le frère du comte de Floridablanca, un ministre à la cour de Charles III d'Espagne ; il était alors ambassadeur d'Espagne au Portugal. Ce portrait fut réalisé peu après son mariage.

## Description
Le tableau montre la jeune femme marchant dans un paysage. Elle est vêtue d’une robe serrée avec une ceinture rose au centre du tableau, ce qui permet de centrer le regard sur le personnage. La jupe au dessin compliqué est doublée d’un jupon vaporeux qui laisse deviner les jambes de la Marquise. Dans sa main elle tient un œillet rose, emblème populaire de l'amour au XVIIIe siècle mais aussi symbole de l’épouse mariée. Le visage est immobile, tel un masque d'acteur et est encadré par une coiffure élaborée, couronnée d'un chapeau rond dont les plumes se fondent dans les nuages. Au centre du tableau se trouve la robe qui alterne les zones sombres et claires et dont les tonalités de gris contrastent avec les couleurs délicates du paysage au ciel clair.
Le portrait en bergère était lié à la mode rococo, notamment inspirée de Marie-Antoinette, reine de France ; la coiffure de la Marquise, son chapeau de rond et sa robe à fleurs semblent inspirés par le goût français. On note la maîtrise de Goya des différents styles de peinture, les coups de pinceau fugaces dans le fond, mais aussi la préparation minutieuse du personnage et des glacis, rappelant dans ce tableau la peinture anglaise de Thomas Gainsborough.
L'immobilité de la Marquise, telle une tapisserie, contraste avec le petit chien qui porte un nœud rose au cou, avec des clochettes et qui se dirige de façon décidée vers le spectateur.
Au XVIIe siècle, les petits chiens avaient intégré peu à peu les cours princières, c’était  « un être luxueux, pas un chien de ferme, mais un chien de cour ». Au XVIIIe siècle, le chien était en vogue, en France en particulier. De nombreux portraits de nobles dans toute l'Europe étaient accompagnés d’un tel animal de compagnie, par exemple, le portrait d'Anne-Amélie de Brunswick qui utilise ce chien comme un accessoire.